# The Bittles
The Bittles（ビットルズ）は、NHK『天才ビットくん』のB-Labelプロジェクトから結成された平均年齢13歳（当時）の5人組バンドグループ。岡田徹（ビットール・オカダ）がプロデュース。名前の由来は「The Beatles（ビートルズ）」。

## メンバー
- 熊本野映（くまもと のえ、1989年9月11日 - ）血液B型、ボーカル・ベース担当。
- 鈴木ミカリ（すずき みかり、1989年3月28日 - ）血液O型、ギター担当。
- 澁江夏奈（しぶえ かな、1991年7月21日 - ）血液B型、キーボード担当。現在はジャズピアニスト。
- 川邉玄佳（かわべ はるよし、1990年11月16日 - ）血液AB型、ドラム担当。
- 三浦将太（みうら しょうた、1992年8月8日 - ）血液O型、ドラム担当。

## ディスコグラフィー

### オリジナル曲
- GLORY DAYS
- 7daysよわむし
- 大好きだから
- ア・イ・ツ
- ハートビート・マーチ
- がむしゃらで行こう!
- 君とのキオク
- Rollin' Stars
- ライ'ム

### CD
1. 天才ビットくん 〜GLORY DAYS〜
2. Bit Days 1
3. Bit Days 2

## 出演
- 天才ビットくん
- 天才てれびくんMAX MTKライブ with ビットルズ
- ビットルズ・ライブinていぱーく